# Shure SM58

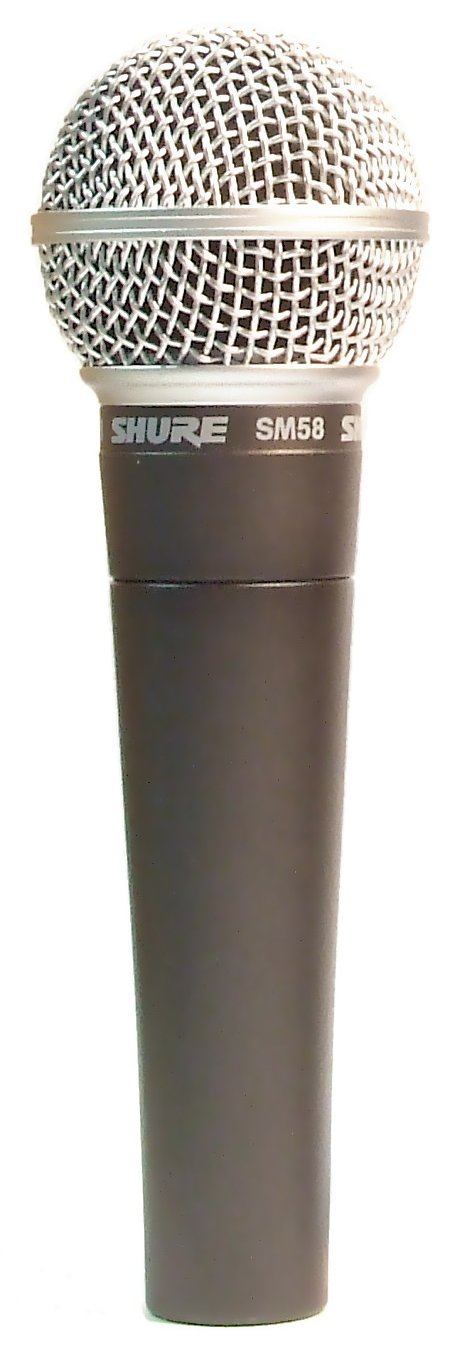
Shure SM58

Lo Shure SM58 è un microfono dinamico cardioide. Prodotto sin dal 1966 dalla Shure Incorporated, si è guadagnato una grande popolarità tra i musicisti per il suo suono e la sua durevolezza, e a distanza di oltre cinquant'anni dalla sua creazione è ancora considerato il microfono standard per esibizioni vocali dal vivo. Insieme all'SM57, lo Shure SM58 è il microfono più venduto al mondo. L'acronimo SM sta per "Studio Microphone".

## Caratteristiche
Come tutti i microfoni direzionali, l'SM58 è soggetto ad effetto di prossimità, ovvero un'esaltazione delle basse frequenze man mano che il microfono si avvicina alla sorgente sonora. La risposta cardioide riduce la ripresa di lato e posteriore, contribuendo ad evitare l'innescare dell'effetto Larsen (comunemente detto feedback o loop). Esiste inoltre, oltre alla versione con il filo, anche una versione wireless. La versione con il filo fornisce audio bilanciato per mezzo di un connettore XLR maschio.
Una caratteristica distintiva dell'SM58 è il sistema di sospensione pneumatica per la capsula del microfono: la capsula, componente facilmente sostituibile, è circondata infatti da un palloncino di gomma. Questo dà in particolare un buon isolamento dal rumore dovuto al movimento, rendendolo un microfono popolare tra i cantanti sul palco.
L'SM58 tradizionale è sprovvisto di interruttore on/off, ma ne esiste anche una variante identica dotata di interruttore.
| Tipo                  | Dinamico                                                                                                  |
| Figura/e polari       | Cardioide                                                                                                 |
| Risposta in frequenza | 50-15000 Hz                                                                                               |
| Sensibilità           | 1,8 mV/Pa (1 Pa=94 dB SPL)                                                                                |
| Impedenza di uscita   | 300 Ω |
| Connettore            | XLR 3 pin maschio                                                                                         |
| Peso                  | 0,298 kg                                                                                                  |
| Polarità              | Una pressione positiva sul diaframma produce un tensione positiva sul pin 2 rispetto al pin 3             |
| Involucro             | Acciaio pressofuso smaltato grigio scuro, con griglia in policarbonato e schermo in acciaio insossidabile |

## Premi
- Nel 2008, per il secondo anno consecutivo, l'SM58 vince il premio MI Pro Retail Survey "Best Live Microphone".[7]
- Nel 2011, la rivista Acoustic Guitar onora l'SM58 con una medaglia d'oro nel Player's Choice Awards.[8]